# فايتون (كوكب افتراضي)

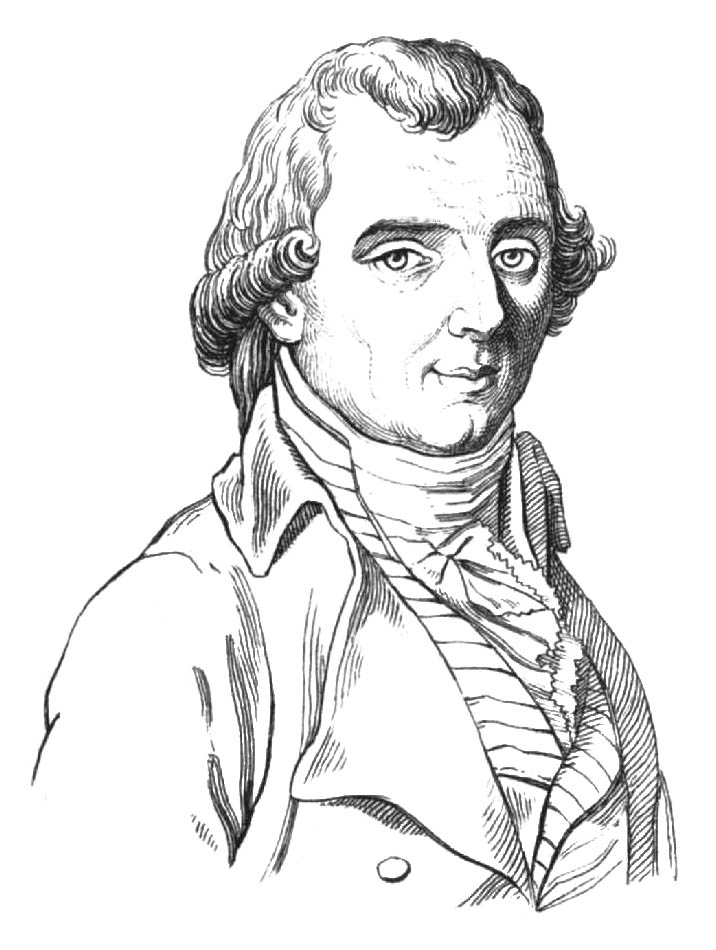
هاينريش فيلهلم ماتيوس أولبرز، الذي صاغ فرضية كوكب فايتون.

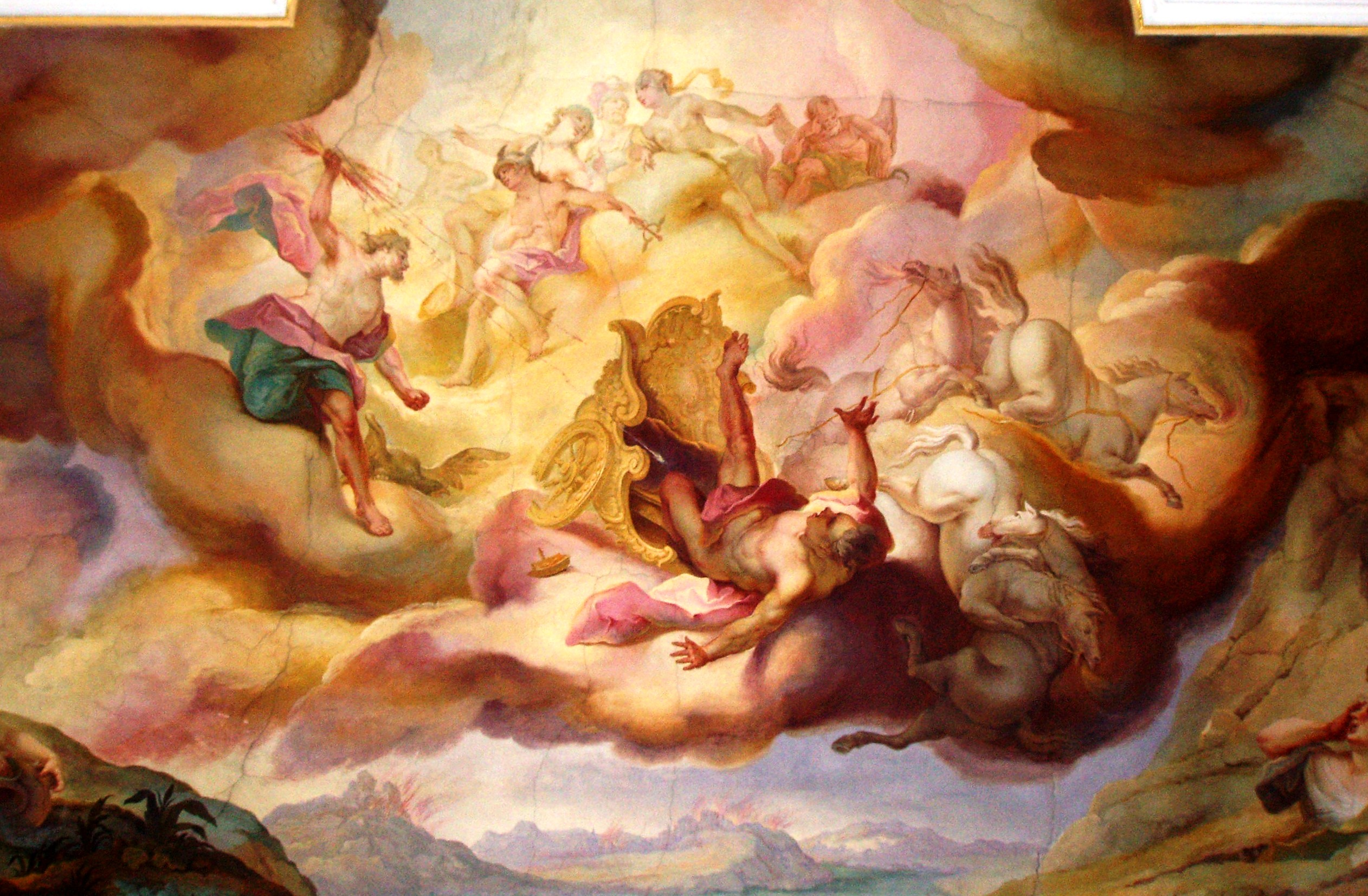
(سقوط فايتون) بقلم يوهان مايكل فرانز.

فايتون هو كوكب افتراضي نظري بواسطة قانون بود لادخاله بين مداري المريخ والمشتري الذي أدى التدمير المفترض إلى تشكيل حزام الكويكبات (بما في ذلك سيريس (كوكب قزم)). سمي الكوكب الافتراضي باسم فايثون وهي تعني ابن إله الشمس هيليوس في الميثولوجيا اليونانية، الذي حاول قيادة مركبة والده الشمسية ليوم واحد مع نتائج كارثية ودمر بشدة من قبل زيوس.

## نبذة
بما جاء في قانون تيتيوس-بودي الذي اعتُرف به المصداقية، يعتقد أنه كوكب موجود بين المريخ والمشتري. بعد ملاحظة الاكتشافات التي قام بها عالم الفلك والأستاذ الألماني يوهان دانيال تيتيوس (1729-1796)، حث يوهان إلرت بود نفسه على البحث عن الكوكب الخامس. عندما تم اكتشاف سيريس (كوكب قزم) أكبر الكويكبات في حزام الكويكبات (الذي يعتبر الآن كوكب قزم)، في عام 1801 من قبل الإيطالي جوزيبه بيازي ووجد أنه يتناسب مع الموقع المتوقع للكوكب الخامس، يعتقد الكثيرون أنه الكوكب المفقود. ومع ذلك، في عام 1802 اكتشف عالم الفلك هاينريش أولبرز واسمه كائن آخر في نفس المدار مثل سيريس (كوكب قزم) ، وهو الكويكب بالاس.
اقترح أولبرس أن هذه الاكتشافات الجديدة كانت شظايا كوكب مدمر كان يدور حول الشمس سابقاً. كما توقع أن يتم العثور على المزيد من هذه القطع. كشف اكتشاف الكويكب جونو لكارل لودفيج هاردينغ وفيستا، من قبل أولبرس، فرضية أولبيرز.
في عام 1823 ، وصف العالم اللغوي الألماني والمعلم المتقاعد يوهان جوتليب رادلوف الكوكب المدمر لـ أولبرس فايتون ويربطه بميثولوجيا إغريقية والأساطير حول فايتون وغيرهم. كانت أفكاره مشابهة لتلك التي أيدها في وقت لاحق إيمانويل فيليكوفسكي. وعلى الرغم من أسبقية رادولوف، فقد ادعى مؤلفو القرن العشرين في روسيا أن «الكوكب الافتراضي لألبر» قد ترك بدون اسم لمدة قرن ونصف، ولم يمنح عالم الفلك السوفييتي المعروف سيرج فلاديريموفيتش إلا في عام 1949 اسم فايتون وأصبح هذا الاسم ثابتًا.

## نظرية حزام الكويكبات
إن النظريات المتعلقة بتشكيل حزام الكويكبات من تدمير كوكب خامس افتراضي هي اليوم يشار إليها مجتمعة باسم «نظرية الاختلال». تنص هذه النظرية على أنه كان هناك في يوم من الأيام عضو كوكبي رئيسي في نظامنا الشمسي المتداول في الفجوة الحالية بين المريخ والمشتري، والتي دمرت بشكل مختلف عندما:
- انها انحرفت جدا قريبة من المشتري وتمزقت جاذبية قوية
- صدمت من قبل جرم سماوي كبير آخر
- تم تدميره من قبل قزم بني افتراضي، النجم الرفيق إلى الشمس، والمعروف باسم العدو
- حطمها بعض الكارثة الداخلية

## نموذج التراكم
اليوم تم استبدال فرضية فايتون بنموذج التراكم يعتقد معظم علماء الفلك اليوم أن الكويكبات الموجودة في الحزام الرئيسي هي بقايا قرص الكواكب الأولية، وفي هذه المنطقة تم منع دمج بقايا الكواكب الكواكب في الكواكب بواسطة اضطرابات جاذبية كبيرة أحدثها كوكب المشتري خلال فترة تكوين النظام الشمسي.

## وصلات خارجية
- J. Timothy Unruh, Phaeton, The Lost Planet: An Ancient World that Perished, An Astronomer's Account of the Missing Planet Between Mars and Jupiter as Interpreted from Observations Made Within a Biblical Context – an online book that posits that the planet Phaeton played a role in Noah's Flood
- J. Timothy Unruh, "Phaeton, The Lost Planet: An Ancient World that Perished," Planetary Papers, No. 6 – a condensed version of Unruh's book
- Kevin O'Flynn, " Asteroid Could End World Monday," Asteroid News, December 16, 2000